# Kälbersteinschanzen
Kälbersteinschanzen – kompleks skoczni narciarskich w niemieckiej miejscowości Berchtesgaden w Bawarii. W skład kompleksu wchodzą skocznie o punktach konstrukcyjnych  K90, K62 i K30.
Skocznie działały głównie jako centrum treningów lokalnej młodzieży, ale także jako obiekt Letniego Grand Prix w kombinacji norweskiej na początku XXI wieku. Od 2007 skocznie powoli niszczały, jednak niedawno dostały homologacje od FIS, która pozwoliła na ponowne rozgrywanie zawodów rangi międzynarodowej. 
W 2020 roku rozegrano pierwsze od 13 lat międzynarodowe zawody Alpen Cup.